# Tore Berger
Tore Berger   (Asker, 11 de novembre de 1944) és un piragüista noruec, ja retirat, que va competir durant les dècades de 1960 i 1970.
El 1968 va prendre part en els Jocs Olímpics d'Estiu de Ciutat de Mèxic, on va guanyar la medalla d'or en la prova del K-4 1.000 metres del programa de piragüisme. Formà equip amb Jan Johansen, Steinar Amundsen i Egil Søby. Quatre anys més tard, als Jocs de Múnic, i amb els mateixos companys de tripulació, va guanyar la medalla de bronze en la mateixa prova.
En el seu palmarès també destaquen una medalla d'or al Campionat del Món de piragüisme en aigües tranquil·les de 1970, així com una medalla d'or al Campionat d'Europa en aigües tranquil·les de 1969. Entre 1962 i 1974 guanyà onze campionats nacionals.